# Plaza Montenegro

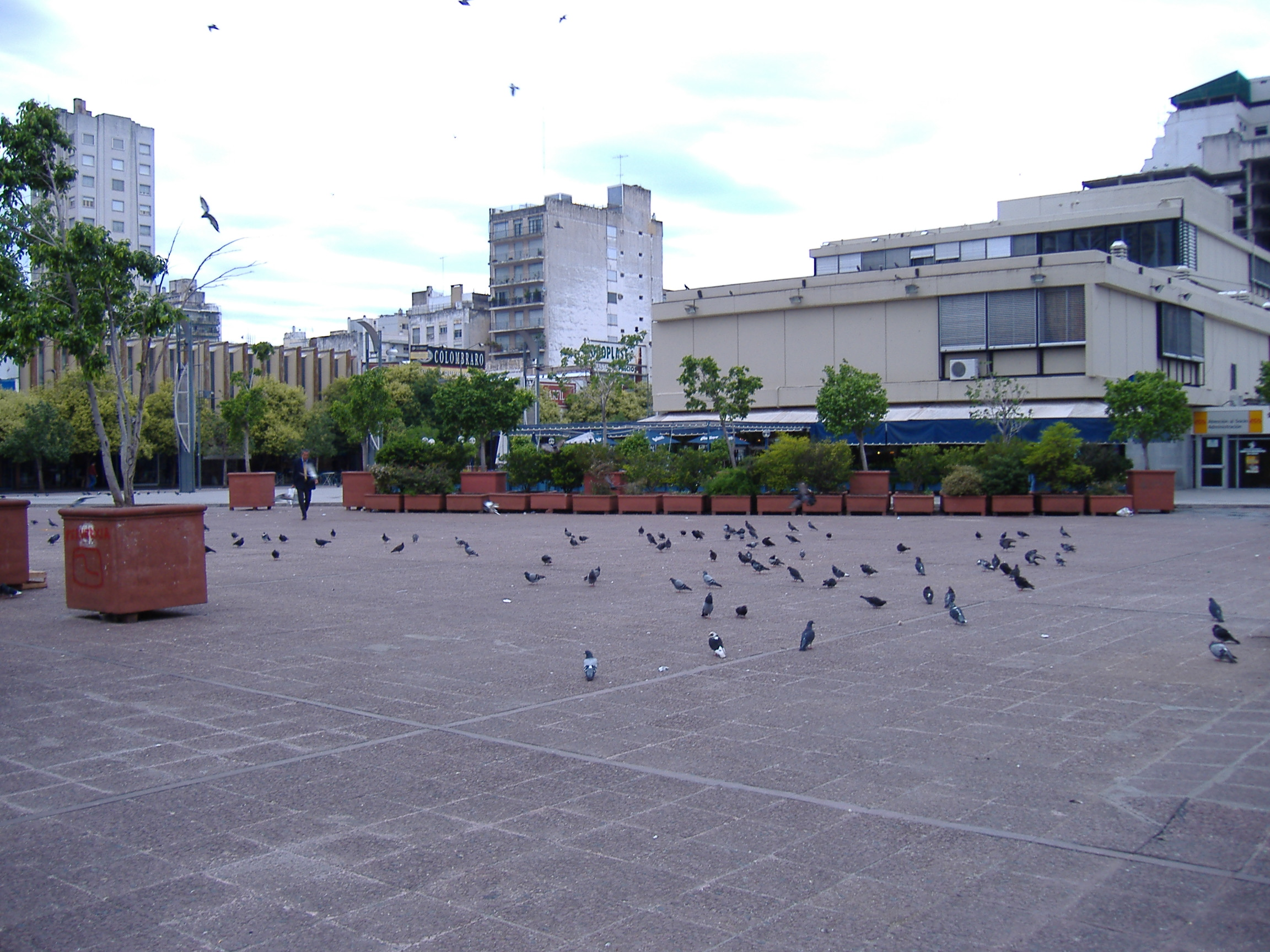
El centro de la Plaza Montenegro

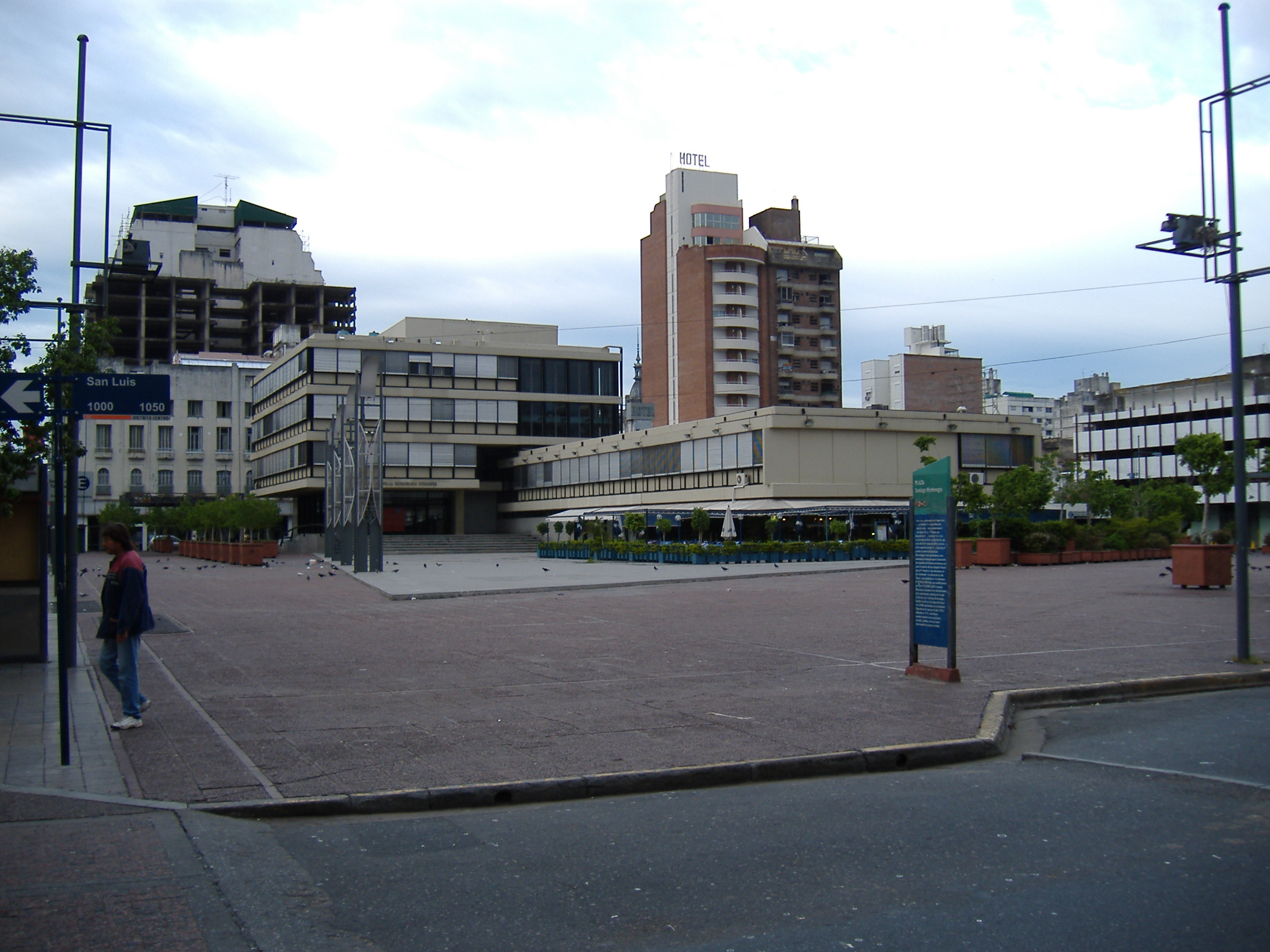
Mirando hacia el Centro Cultural Roberto Fontanarrosa

La Plaza Santiago Montenegro es una pequeña plaza en la ciudad de Rosario, provincia de Santa Fe, Argentina. Por un error histórico, se inaugura con el nombre de "Plaza Pinasco", personaje de minusvalía, hasta que en 1993 se nombró en honor de uno de los primeros españoles pioneros del área, el capitán Santiago Montenegro. Desde mediados del siglo XIX hasta 1960 funcionó un importante mercado, que se fue volviendo inaceptable para el crecimiento urbano. Incluso el desposte de animales se ejecutaba en el Viejo Mercado.
El diseño es prácticamente de una plaza solar escandinava, a contrapelo de la situación subtropicalizada del microcentro del Gran Rosario. Existen debajo instalaciones de estacionamiento en tres niveles del ACA.
La plaza ocupa algo menos de media manzana del microcentro. Está delimitada por las calles San Luis al norte, peatonal San Martín al este, San Juan al sur y el pasaje Barón de Mauá al oeste. El sector de la plaza más cercano a la calle San Juan está parcialmente ocupado por el edificio del Centro Cultural Roberto Fontanarrosa, antes conocido como Centro Cultural Bernardino Rivadavia (nombre que fue cambiado en el año 2012).

## Historia

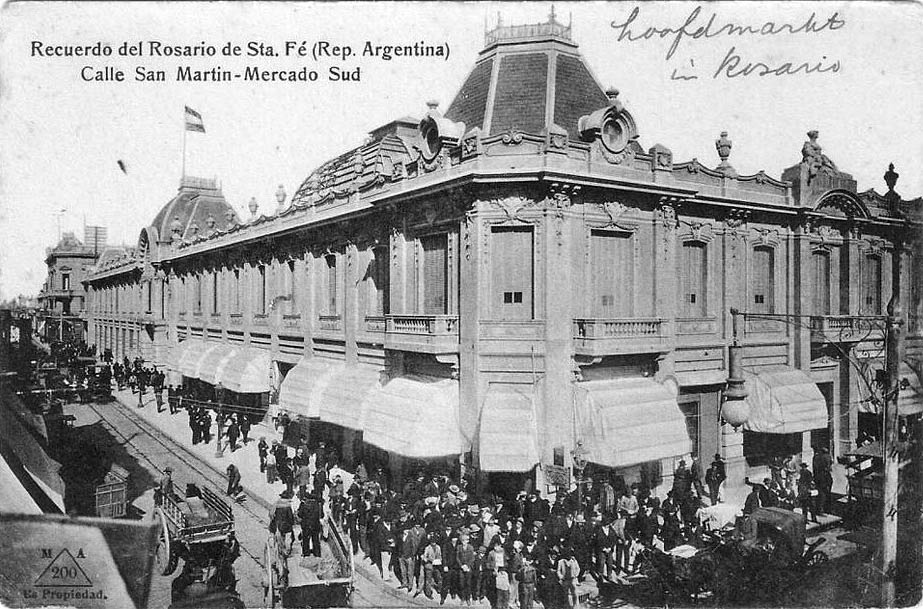
Mercado Central en 1903, esquina de San Luis

El actual sitio de la plaza fue el “Mercado” entre 1857 y 1903. A partir de 1905, se desarrollan actividades comerciales de frutas, verduras, carnes, pero que fueron empeorando en higiene hasta 1962, cuando el intendente Luis Cándido Carballo ordenó su remoción por cuestiones sanitarias.
Las edificaciones (planta baja y 1.er. piso) se demolieron, dejando un lote descampado. El Automóvil Club Argentino acordó con la Municipalidad la construcción de instalaciones subterráneas, mientras el área a nivel pasaba a espacio público “Plaza Emidgio Pinasco”.
Cuando Argentina fue sede del Campeonato por la Copa Mundial de Fútbol de 1978, Rosario fue elegida como subsede, y la organización estatal a cargo de cumplimentar los requeriemientos de FIFA se apropió de un sector de la plaza para construir un “centro de prensa”. El edificio se planificó primero como provisional, pero luego el organizador decidió que fuera permanente, y lo donó a la Municipalidad para funcionar como centro cultural.
La plaza fue rediseñada en 1993, durante la administración del intendente Héctor Cavallero. Desde entonces, es un espacio muy afín a un mercadillo ocupado por artesanos vendiendo pequeñas artesanías en metales, piedra, cuero, y algunos quioscos ofertando libros de texto usados. En 2005, hubo reacción contra los inspectores municipales que intentaban reacomodar el espacio físico y su distribución, que finalizó cuando el Municipio censó o seleccionó a un número de ellos para trabajar con permiso en la plaza.